# Sipalolasma humicola
Sipalolasma humicola is een spinnensoort uit de familie Barychelidae. De soort komt voor in Mozambique.